# 프리드리히 뒤렌마트

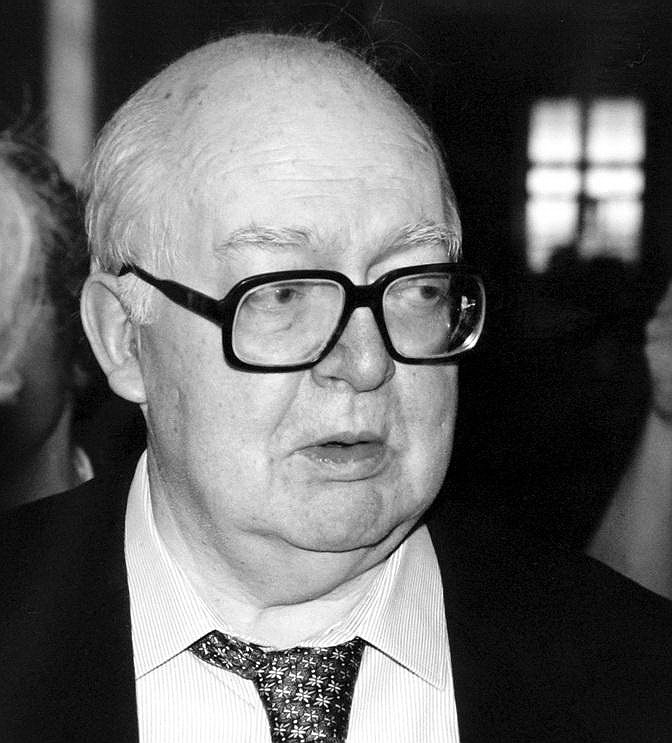
1989년

프리드리히 뒤렌마트(Friedrich Dürrenmatt, 1921년 1월 5일 ~ 1990년 12월 14일)는 스위스의 극작가다.
스위스의 목사의 아들로 태어났다. 브레히트 등의 영향도 받으면서 그로테스크한 폭로나 쇼크적 효과를 통해 인식하는 작풍을 확립했다. 그는 무자비한 자세로 현대의 모랄을 추구하는데, 극의 형식은 비영웅적인 희극이다. <천사 바빌론에 오다> <미시시피씨의 결혼>등을 발표하고, <귀부인 고향으로 돌아오다>(1956)의 성공과 논문 <연극의 여러 문제>로 주목을 끌었다. 과학과 정치문제에까지 육박하는 허구의 희극 <물리학자들>에서는 브레히트와의 대결의 자세가 보인다. 근작으로는 <혜성> <재세례파(再洗禮派)의 사람들> 등이 있다.
1990년 12월 14일 노이샤텔에 있는 저택에서 심장마비로 영면했다.

## 개요
프리드리히 뒤렌마트는 스위스 태생의 독일어권 작가로서 전후 가장 위대한 드라마 작가로 평가된다. 뒤렌마트의 작품은 1950년대와 1960년대에 영화화 되는 등 세계적인 성공을 거두었으며 사무엘 베케트나 오이게네 이오네스크와 더불어 현대 속의 고전 작가로 인정받는다. 뒤렌마트는 희비극의 장르를 발전, 정착시켰으며 신과 인간 구원의 문제, 자유와 정의의 문제 등 철학적 테마를 독특한 드라마 기법을 사용해서 지속적으로 분석하고 실험한 작가다. 뒤렌마트는 자신이 관찰하고 성찰한 것을 그로테스크, 패러독스, 풍자와 아이러니, 유머를 통해 희극화 함으로써 관객의 쓴 웃음과 성찰을 자아내는 데 특별한 기량을 보였다. 그는 어떤 영웅적 결단도 내릴 수 없는 현대인들이 할 수 있는 최선의 선택은 반성 외에는 없다는 신념의 소유자였다. 뒤렌마트는 항상 작품을 통해서 시대의 문제에 정열적으로 반응했고, 시대를 비추는 거울을 받쳐 드는 비평가적인 면모를 보여 주었다. 학계는 뒤렌마트를 현대의 고전작가로, 60세에 신화가 되어버린 존재라고 최고의 찬사를 던졌다. 작품 활동 외에도 뒤렌마트는 핵무기를 반대하고 고르바초프의 개방정책을 지지하는 등 세계 평화 문제에도 관심을 기울였다.